# 上渡合町
上渡合町（かみどあいちょう）は、愛知県豊田市の町名。

## 概要
豊田市の北西部に位置し、藤岡地区（旧西加茂郡藤岡町の町域にほぼ相当する）に属する。町域東部は大部分が山林、折平町より東進してきた折平川と北曽木町より南進してきた西平川が合流して飯野川となりさらに矢作川に向かって南進してゆく、その合流点付近が町域西部にあたる。3川に沿うように愛知県道33号瀬戸設楽線と愛知県道352号上渡合土岐線が走り、町域北部の字萩平（はぎだいら）、町域中央部やや南西よりの字乳母ケ所（うばがしょ）に点在する新興住宅地をはじめ、住宅地はおおむねこの2県道に沿っている。町域南部の字問詰（といづめ）にも住宅地と共に藤岡温泉があるが、当地へのアクセスは隣接する北一色町からのみである。
町域北部では、折平町とまたがる形で藤岡ショートコースが広がり、愛知淑徳大学の藤岡グランドなども隣接する。

## 歴史

### 沿革
- 江戸期- 寛永期の『三河国村々高附』においては「加茂郡渡り合村」、天保期の郷帳においては「加茂郡渡合村」という表記が見受けられる[4]。
- 1635年（寛永12年）当時- 幕府領であった[5]。
- 1698年（元禄11年）- 旗本京極高平仁十郎の知行地となる（1709年（宝永6年）まで）[5]。
- 1763年（宝暦13年）- 再び幕府領となる[6]（中泉代官所支配下[5]）。
- 1868年（明治元年）- 重原藩領となる[5]。
  - なお文献によっては1896年（明治2年）とする記述もある[6]。
- 1871年（明治4年）- 大区小区制施行により、第4大区第3小区に所属する[4]。
- 1872年（明治5年）- 村名が渡合村から上渡合村に改称される。なお対応する同名の渡合村は矢作川下流にあり、こちらも同年に下渡合村と改称している（現豊田市渡合町）[5]。
- 1878年（明治11年）- 郡区町村編制法施行により、加茂郡が西加茂郡と東加茂郡に分割される。これに伴い、上渡合村の所属が加茂郡から西加茂郡に変更される[7]。
- 1884年（明治17年）7月- 戸長役場設置に伴い、上渡合村、石畳村（いしだたみむら）、大岩村（おおいわむら）、折平村（おりだいらむら）、木瀬村（きせむら）、三箇村（さんがむら）、白川村（しらかわむら）、西市野々村（にしいちののむら）、北曽木村（ほくそぎむら）の9村が同組に組み込まれる[8]。
- 1889年（明治22年）10月1日- 市制・町村制施行に伴い、上渡合村、石畳村、大岩村、折平村、木瀬村、三箇村、白川村、西市野々村、北曽木村の9村が合併して西加茂郡高岡村が誕生し[9]、上渡合村は高岡村大字上渡合に継承される[7]。
- 1906年（明治39年）4月1日- 高岡村、富貴下村の内3大字、藤河村が合併して藤岡村が誕生し[10]、高岡村大字上渡合は藤岡村大字上渡合に継承される[7]。
- 1978年（昭和53年）4月1日- 藤岡村の町制施行に伴い[10]、住所表示が藤岡町大字上渡合に変更される[7]。
- 2005年（平成17年）4月1日- 藤岡町の豊田市への編入に伴い、住所表示が豊田市上渡合町に変更される。

## 世帯数と人口
2019年（令和元年）7月1日現在の世帯数と人口は以下の通りである。
| 町丁     | 世帯数  | 人口  |
| -------- | ------- | ----- |
| 上渡合町 | 288世帯 | 867人 |

### 人口の変遷
国勢調査による人口の推移
| 2005年（平成17年） | 883人 | [ 11 ] |  |
| 2010年（平成22年） | 912人 | [ 12 ] |  |
| 2015年（平成27年） | 904人 | [ 13 ] |  |

## 学区
市立小・中学校に通う場合、学区は以下の通りとなる。
| 番・番地等 | 小学校             | 中学校             |
| ---------- | ------------------ | ------------------ |
| 全域       | 豊田市立飯野小学校 | 豊田市立藤岡中学校 |

## 施設

### 公共施設
- 豊田市上渡合生活改善センター

## 寺社
八柱神社
1686年（貞享3年）創建。はじめ若宮八王子神社と呼ばれ、後に八柱神社と改称される。

## 文化財

### 散布地
- 高堤遺跡- 縄文・中世・近世[15]

## その他

### 日本郵便
- 郵便番号 : 470-0462[2]（集配局：藤岡郵便局[16]）。